# Castillo de Fischbach
El castillo de Fischbach en una residencia de la familia gran ducal luxemburguesa localizada en la localidad de Fischbach. 

## Historia
Fischbach tiene la historia más larga de todos los castillos de Luxemburgo. La Abadía de Echternach, la institución más rica de Luxemburgo durante siglos, fue el primer propietario de la finca de Fischbach. Los registros muestran que el primer señor independiente de la Iglesia tomó posesión del castillo en 1050. El castillo sufrió varias renovaciones y modificaciones, incluida la destrucción completa en 1635, durante el guerra de los Treinta Años.

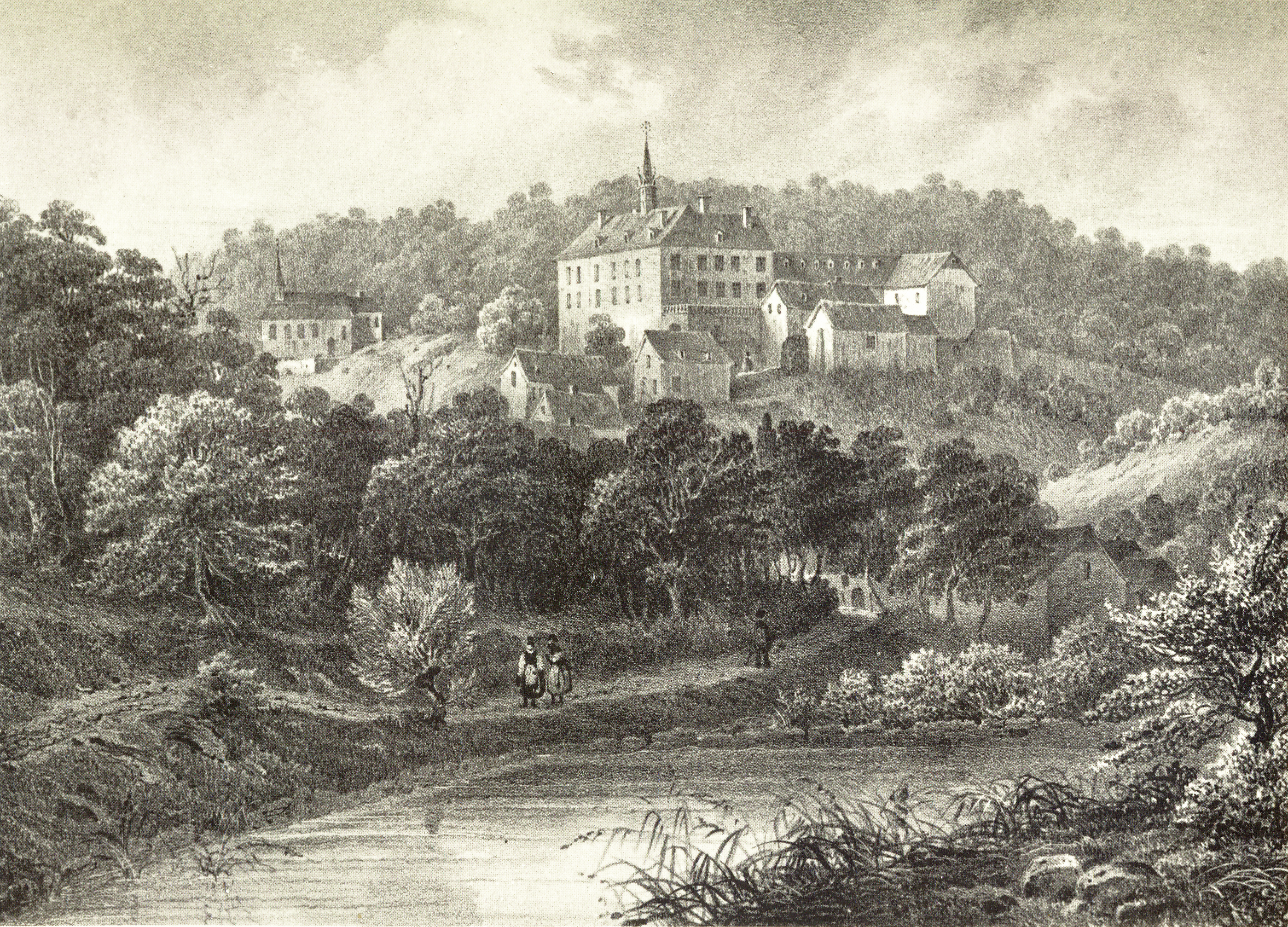
Fotografía antigua del castillo

Durante el segundo cuarto del siglo XIX, el industrial y metalúrgico Augusto Garnier fue propietario del castillo y convirtió la finca en un centro industrial mediante la construcción altos hornos allí. El gran duque Guillermo II fue el primero jefe de Estado ser propietario del castillo en 1847, cuando compró la finca para consolidar su control político de Luxemburgo y aplacar a la población local después del Revolución belga. Inmediatamente ordenó la demolición de los altos hornos de Garnier.
En 1884, duque Adolfo de Nassau, que se convertiría en Gran Duque de Luxemburgo cuando el unión personal los Países Bajos y Luxemburgo terminaron en 1890 y compraron el castillo de Fischbach gran duque Guillermo III.
Durante la ocupación nazi de la Segunda Guerra Mundial, Fischbach sirvió como casa de descanso para los artistas alemanes, llamándolo así Künstlerheim Fischbach. A pesar de esta designación, Fischbach no evitó el saqueo de arte y artefactos históricos que sufrieron otros palacios en Luxemburgo. Sin embargo, a diferencia de los otros palacios, no fue renovado ni parcialmente demolido para satisfacer las intenciones de los nazis, dejándolo habitable para la gran duquesa Carlota a su regreso del exilio.
Debido a la inadecuación de los demás palacios reales, Carlota siguió viviendo en Fischbach después de la guerra y tomó cariño por el lugar. Incluso después de la restauración completa de Castillo de Berg y del Palacio Gran Ducal, la gran duquesa Carlota vivió en Fischbach durante el resto de su reinado. De hecho, incluso después de abdicar, en 1964, permaneció en Fischbach hasta su muerte en 1985. Dos años después de la muerte de Carlota, el príncipe Enrique y la princesa María Teresa se mudaron al castillo, donde vivieron hasta que Enrique sucedió a su padre, Juan, como Gran Duque, en 2000. El gran duque Juan vivió en Fischbach hasta su muerte el 23 de abril de 2019. El gran duque heredero Guillermo y la gran duquesa heredera Estefanía se mudaron al castillo de Fischbach a finales de 2019 al regresar a Luxemburgo después de vivir en Londres durante un año. 